# Jules Munshin
Jules Munshin est un acteur de comédie américain, né le 22 février 1915, à New York, où il est mort, le 19 février 1970.

## Biographie
À la fin des années 1930, il commence une carrière de chanteur, danseur et acteur comique, à l’extérieur de New York, dans les centres de villégiature (resorts) des Catskill Mountains. Le succès l’amène à New York, d’abord au théâtre burlesque (Vaudeville), puis à Broadway, où, en 1946, il devient une vedette grâce à son succès dans la comédie musicale Call Me Mister (en). En 1947, il débute au cinéma, et apparaît principalement dans des comédies musicales de la MGM, dont Parade de printemps (Easter Parade) avec Fred Astaire. Son rôle le plus mémorable est celui qu’il joue, en 1949, dans Un jour à New York (On the Town) de Stanley Donen et Gene Kelly, où il incarne l'un des trois marins en permission aux côtés de Gene Kelly et Frank Sinatra. Malgré le succès remporté, après ce film, sa carrière sur scène devient prédominante et il ne tourne plus qu’irrégulièrement pour le cinéma. En 1957, il obtient, cependant, un autre rôle étonnant, celui du très amusant commissaire du peuple Bibinski, dans La Belle de Moscou (Silk Stockings) de Rouben Mamoulian, remake du Ninotchka d'Ernst Lubitsch. À partir de là, s’il ne tourne plus que quelques rares films, il continue à apparaître sur scène, et surtout devient une vedette de la télévision américaine.
Il meurt d’une crise cardiaque en 1970, trois jours avant son 55e anniversaire.

## Filmographie
- 1948 : Parade de printemps (Easter Parade) : François
- 1949 : Match d'amour (Take Me Out to the Ball Game) : Nat Goldberg
- 1949 : That Midnight Kiss : Michael Pemberton
- 1949 : Un jour à New York (On the Town) : Ozzie
- 1951 : Nous irons à Monte-Carlo (Monte Carlo Baby) : Antoine
- 1956 : General Electric Summer Originals (en) (série télévisée)
- 1957 : Dix Mille Chambres à coucher (Ten Thousand Bedrooms) : Arthur
- 1957 : La Belle de Moscou (Silk Stockings) : commissaire du peuple Bibinski
- 1957 : Kraft Television Theatre (en) (série télévisée)
- 1958 : Shirley Temple's Storybook (en) (série télévisée) : Ichabod Crane
- 1959 : The Betty Hutton Show (en) (série télévisée)
- 1959 : Hallmark Hall of Fame (en) (série télévisée) : The Manager
- 1960 : The Emperor's Clothes (TV)
- 1960 : Play of the Week (en) (série télévisée) : Tyrone T. Tattersall
- 1962 : The Red Skelton Show (série télévisée) : Guest
- 1963 : Police... secours ! (Car 54, Where Are You?) (série télévisée)
- 1963 : Lamp Unto My Feet (en) (série télévisée) : Satan
- 1963 : The Dick Powell Show (en) (série télévisée) : Jackson
- 1964 : Grindl (en) (série télévisée) : Herman Krumplefelder
- 1964 : La mariée a du chien : Rousseleau, Directeur TV
- 1964 : Le Jeune Docteur Kildare ("Dr Kildare") (série télévisée) : Sylvan Pappinax
- 1967 : Rentrez chez vous, les singes ! (Monkeys, Go Home !) : Monsieur Piastillio
- 1968 : Kiss Me Kate (en) (TV) : Gangster
- 1969 : That Girl (série télévisée) : Harry Fields
- 1976 : Mastermind (en) : Agent israélien no 1

## Broadway
- 1943 : Army Play-by Play
- 1946 : Call Me Mister
- 1950 : Bless You All
- 1952 : Mrs. McThing
- 1960 : The Good Soup
- 1961 : Show Girl
- 1961 : The Gay Life
- 1963 : Barefoot in the Park
- 1965 : Oklahoma!
- 1969 : The Front Page